# Casper Olesen
Casper Olesen (født 10. maj 1996) er en dansk fodboldspiller, der spiller for SønderjyskE, hvilket han gjort hele sin karriere. 
Han spiller både kant og angriber.

## Klubkarriere

### SønderjyskE
Han blev forfremmet til at være en del af førsteholdstruppen i SønderjyskE i januar 2015.
Han fik sin debut i Superligaen den 5. december 2015. Han startede på bænken, men erstattede Andreas Oggesen i det 85. minut i en 1-0-sejr over Esbjerg fB.
Han forlængede i maj 2016 sin kontrakt med SønderjyskE frem til sommeren 2018. Han brækkede dog sit ben i starten af august 2017, hvorfor han var ude resten af 2017.

### Helsinki IFK
Den 24. juli 2018 blev det offentliggjort, at Olesen skiftede til den finske klub Helsinki IFK. Han skrev under på en aftale gældende for den resterende del af 2018.